# Xã East, Quận Carroll, Ohio
Xã East (tiếng Anh: East Township) là một xã thuộc quận Carroll, tiểu bang Ohio, Hoa Kỳ. Năm 2010, dân số của xã này là 843 người.